# Sudamja
Sudamja, i folkmun kallad Sankt Domnius fest (Fešta svetoga Duje eller Fjera svetog Duje), är en årligen återkommande religiös () och kulturell festlighet i Split i Kroatien. Festen högtidlighåller minnet av stadens skyddshelgon sankt Domnius och kulminerar på dennes festdag, tillika stadens dag, som inom den romersk-katolska kyrkan infaller den 7 maj.

## Historik
Hur länge Sudamja har firats är inte helt klarlagt men troligtvis har den religiösa festen sina rötter från medeltiden. Av Splits statut från år 1312 framgår det att staden vördar helgonet genom denna festlighet och att den traditionella processionen hölls redan då.
På grund av nya politiska omständigheter efter andra världskriget förbjöds processionen som ditintills gått genom centrala Split. De tidigare festligheterna reducerades till en symbolisk procession framför Sankt Domnius katedral. I samband med Kroatiens självständighet och utträde ur den sydslaviska federationen Jugoslavien år 1991 återupptogs festligheterna följande år och de har sedan dess uppnått samma dimensioner som innan förbudstiden.       

## Beskrivning

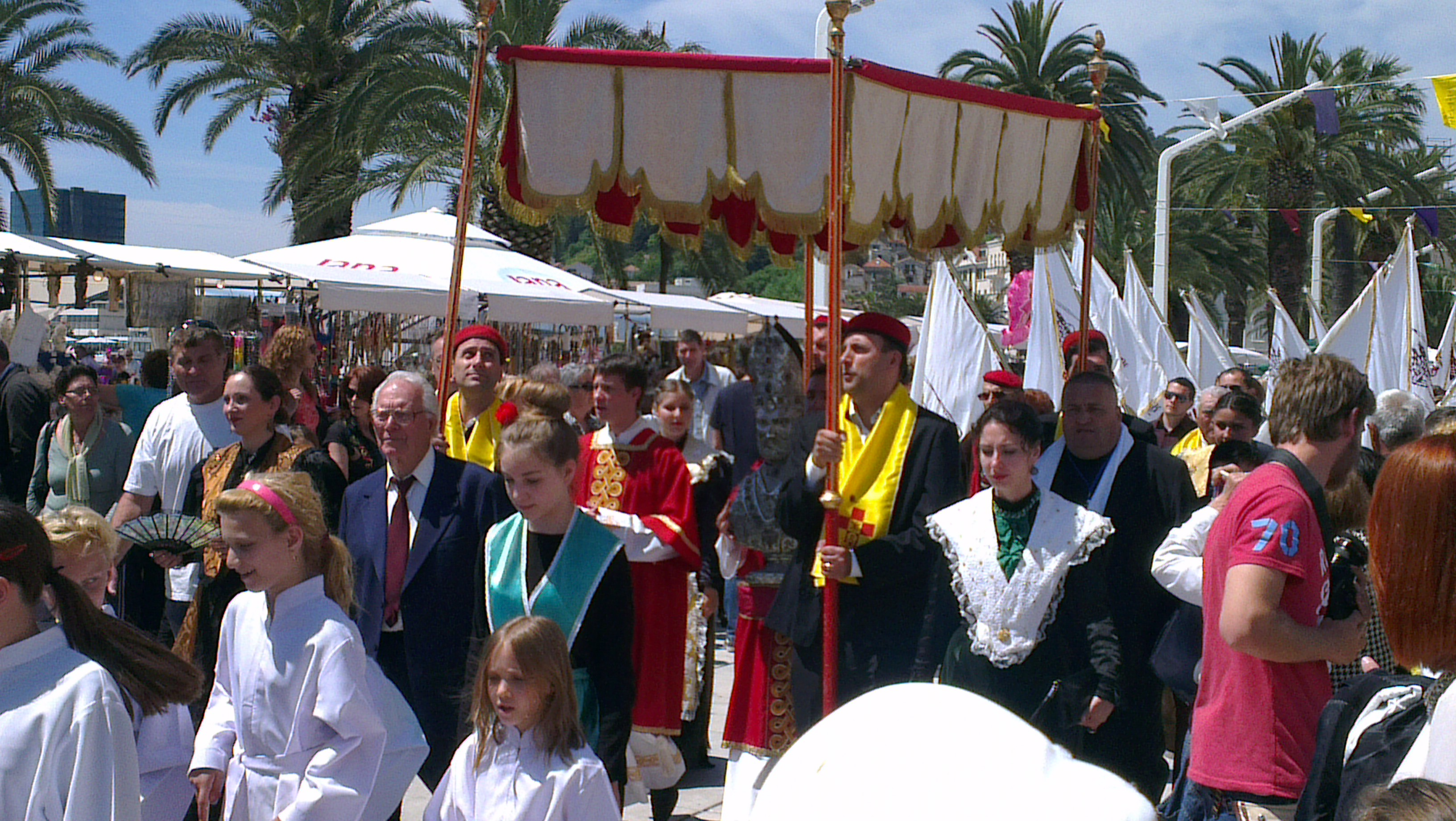
En byst föreställande sankt Domnius bärs av en biskop under processionen år 2014.

Festligheterna omfattar olika evenemang såsom mässor och utställningar på allmän plats både före och efter den 7 maj. Sudamja kulminerar med en procession den 7 maj där en biskop bär en byst föreställande sankt Domnius.
Utöver de religiösa inslagen förekommer försäljning och kommers med varor vid hamnpromenaden, dansuppvisningar och sportliga aktiviteter.    